# ناتاليا براسوفا
كانت ناتاليا براسوفا، الكونتيسة براسوفا (الاسم عند الولادة: ناتاليا سيرغيفنا شيريميتيفسكايا) (27 يونيو 1880-26 يناير 1952) نبيلة روسية تزوجت من الدوق الأكبر ميخائيل أليكساندروفيتش من روسيا، وهو زوجها الثالث.

## الزواج الأول
تزوجت ناتاليا من سيرجي مامونتوف (1 أكتوبر 1877، موسكو-30 ديسمبر 1939، تالين)، في عام 1902، وهو ابن شقيق سافا مامونتوف. كان سيرجي مرافقًا مدربًا لدى شركة أوبرا لسافا مامونتوف، والتي أعيدت تسميتها برابطة الأوبرا الروسية بعد إفلاس سافا في عام 1899، وبعدها لدى مسرح البولشوي. استفادت ناتاليا من علاقات زوجها الأول، وأصبحت صديقة للموسيقيين المشهورين مثل سيرجي رخمانينوف وفيودور شاليابين. انتقل الزوجان للعيش في مبنى 13 مانسوروفسكي لين، وهو مبنى سكني جديد بالقرب من شارع بريتشيستينكا العصري، وأنجبا ابنتهم ناتاليا، أو التي عُرِفت بين العائلة باسم «تاتا»، في 2 يونيو 1903. كان سيرجي متقاعدًا ويُتأتِئ في الكلام، ولكن ناتاليا كانت حريصة على الاختلاط بالآخرين، وبدأت في الخروج من دونه عندما بدا لها بأنه ممل اجتماعيًا. تبع قانون الطلاق الروسي تعاليم الكنيسة الأرثوذكسية الشرقية، وكان الطلاق ممكنًا فقط في حالات الزنا، أي عندما يكون الزوج هو الطرف المذنب. وافق سيرجي على الطلاق والتمثيل في الإجراءات على أنه الشريك الخائن في عام 1905. تزوجت ناتاليا من عشيقها، بعد أن تحررت من زوجها الأول، وهو ضابط الفرسان فلاديمير فلاديميروفيتش وولفرت.

## الزواج الثاني
تعرفت ناتاليا وفلاديمير وولفرت على بعضهما البعض عندما كانا طفلين، ولكنهما وقعا في الحب فقط بعد لقائهما مرة أخرى في موسكو عندما كان وولفرت في إجازة. كان ضابطًا في الجيش يخدم في فوج الدُرّاع التابع لحرس الإمبراطورة الأرملة، والمعروف باسم فوج الدُرّاع الزرق بسبب لون زيهم الرسمي، وتمركزوا في غاتتشينا بالقرب من سانت بطرسبورغ. سكن الاثنان في منزلهما في شارع 7 باغوت ستريت في غاتتشينا.
تعرفت ناتاليا في أوائل ديسمبر 1907 على أحد زملاء زوجها الضباط في فوج الدُرّاع الزرق، الدوق الأكبر ميخائيل أليكساندروفيتش من روسيا، شقيق القيصر نيقولا الثاني. التقى الاثنان مرة أخرى في حفل الفوج الراقص (وينتر بول) في الشهر التالي، وبدآ في رؤية بعضهما البعض بانتظام منذ ذلك الحين، وذلك على الرغم من أن ميخائيل كان دائم الحرص على تضمين وولفرت في رسائله ودعواته، على الأقل حتى أكتوبر 1908، واستخدام الصيغة الرسمية (vy) بدلًا من العامية (ty). انتشرت الشائعات حول علاقتهما في الفوج، فازداد استياء وولفرت من ذلك. بدأ ميخائيل بإرسال رسائلها السرية إلى عنوان بريدي منفصل، وبدأ حينها باستخدام عبارات مألوفة، وأصبح وولفرت عنيفًا جسديًا حتى رفضت ناتاليا النوم إلى جانبه. اتهمت ناتاليا زوجها بالاغتصاب في رسالة خاصة في يوليو 1909. تركت ناتاليا وولفرت وحزمت أمتعتها، وأخذت معها ابنتهما، وقريبتها المسنّة، وخادمتين، لقضاء عطلة في الخارج في سويسرا. حضر كل من وولفرت وميخائيل في محطة القطار لتوديعها، ولفت وولفرت الأنظار إليه باتهامها بصوت عالٍ بتدميره.
حاول ميخائيل شراء وولفرت من خلال عرض منصب عليه في موسكو كمرافق شخصي للأمير أودوفسكي ماسلوف في الكرملين، وذلك بمساعدة وزير البلاط بارون فريدريكس. هدد وولفرت بالانتحار إذا لم تعد ناتاليا إليه ثم تحدى ميخائيل في مبارزة قتالية. تدخل نيقولا الثاني، ونقل ميخائيل من الدُرّاع الزرق إلى هوسار تشرنيغوف في أوريل، وذلك على بعد 650 ميلًا (1050 كم) من سانت بطرسبرغ. ذهب ميخائيل إلى الدنمارك مع والدته في أغسطس 1909، ورتب الأمر مع ناتاليا لمقابلته هناك. اجتمع كل منهما في أحد الفنادق في كوبنهاغن، دون علم والدته، وأكملا علاقتهما للمرة الأولى.

## العشيقة الملكية
قبل وولفرت بمنصب الكرملين براتب أكبر، وعادت ناتاليا أيضًا إلى موسكو لتعيش مؤقتًا في فندق مقابل الكرملين بما أن تصريح إقامتها كان مرتبطًا بتصريح زوجها. كانت تعيش في شقة مكونة من 8 غرف في شارع 36 بطرسبرغ رود بحلول شهر نوفمبر، ودفع ثمنها ميخائل الذي كان يأتي من أوريل لزيارتها حوالي 3 مرات في الشهر. كان وولفرت ما يزال يطالب بعودة ناتاليا إليه، وهدد بإطلاق النار عليها. أصر نيقولا الثاني على بقاء ناتاليا في موسكو ضد رغبتها هي وميخائيل، ورفض تغيير شروط تصريح إقامتها.
كانت ناتاليا حاملًا بحلول ديسمبر 1909، وزادت رغبتها في الطلاق خوفًا من أن يحاول زوجها المطالبة بالطفل وأخذه منها. وافق وولفرت على الطلاق في نهاية المطاف بحجة أنه كان غير مخلص بعد مفاوضات مطولة ودفع مبلغ ضخم. قُدِّم طلب طلاق ناتاليا إلى المحكمة الأسقفية الكنسية في موسكو في 19 فبراير 1910، ولكنه واجه الرفض بحلول يوليو 1910. أنجبت ناتاليا ابنها في 24 يوليو 1910، وكان الطفل من الناحية القانونية ابنًا لوولفرت. أُطلِق على الطفل اسم جورج تكريمًا لأخ ميخائيل الراحل. قيل إن وولفرت رضي برشوة قدرها 200 ألف روبل، وأُرجِع طلاقهما إلى تاريخ سابق، فاعتُرِف بجورج باعتباره الابن غير الشرعي لناتاليا، على الرغم من وراثته لمكانتها النبيلة، وذلك بدلًا من أن يكون الابن الشرعي لوولفرت.
منح نيقولا الثاني ناتاليا لقب «براسوفا» في مايو 1911، والحق في العيش في ملكية ميخائيل في براسوفو، التي تبعد 70 ميلًا (110 كم) من مكان عمله في أوريل، فانتقل ميخائيل وناتاليا وطفلاها إلى هناك على الفور. عُيِّن ميخائيل قائدًا في سانت بطرسبرغ بحلول نهاية العام، وانتقلت العائلة إلى العاصمة. عاش رسميًا في أحياء الفوج بينما كان يدفع لها إيجار شقة مكونة من 28 غرفة في جادة 16 ليتيني بروسبكت. شعرت ناتاليا بأنها محاصرة في الشقة، وخشيت أن تُفتح رسائلها، وأن تُنبَذ في المجتمع. نقلها ميخائيل بعد بضعة أشهر إلى فيلا في شارع 24 نيكولايفسكايا بغاتتشينا، وذلك بالقرب من مقره في قصر غاتتشينا.

## الزواج الثالث
قضى ميخائيل وناتاليا عطلة صيف 1912 في أوروبا الغربية تمامًا كما فعلوا خلال العامين الماضيين. تزوج ميخائيل وناتاليا في فيينا في 16 أكتوبر 1912 في الكنيسة الأرثوذكسية الصربية بعد التخلص من عملاء الشرطة السرية لنيقولا الثاني، المعروفين باسم الأوخرانا. نجح الاثنان في التخطيط لحفل الزفاف دون علم نيقولا الثاني أو معرفة الأوخرانا. انضم إليهما طفلا ناتاليا من روسيا عند وصولهما في نهاية المطاف إلى مدينة كان الفرنسية، بعد بضعة أيام من السفر عبر البندقية وميلانو. كتب الدوق الأكبر إلى أخيه القيصر لإبلاغه بالزواج، ولكنه رفضه لأن ناتاليا كانت مطلقة وليست من الدم الملكي. نظرت المحكمة إلى ميخائيل على أنه «تحت تأثير التنويم المغناطيسي لغاوية رجال خبيثة». قال نيقولا الثاني إن ناتاليا كانت «وحشًا ماكرًا وشريرًا لدرجة أنه من المثير للاشمئزاز حتى التحدث عنها». أُزيل ميخائيل من الخلافة الإمبراطورية، ونفي من روسيا بوصمة عار. لم يكن هناك تعاطف يُذكَر مع ناتاليا، وذلك على الرغم من وجود بعض أفراد المجتمع الذين شعروا ببعض التعاطف مع ميخائيل، والذين اعتقدوا أن عقابه شديد. لم يكن لها الحق بأن تُعرف باسم «الدوقة الكبرى»، على الرغم من زواجها من الدوق الأكبر، فاستخدمت بدلًا من ذلك لقب «مدام» أو «الكونتيسة براسوفا».
عاشت العائلة في الفنادق في جميع أنحاء أوروبا حتى سبتمبر 1913 دون المرور بأي ظروف مادية صعبة. التقيا بشقيقة ميخائيل الدوقة الكبرى زينيا وابن عمها الدوق الأكبر أندرو، والتقيا أيضًا في يوليو 1913 في لندن بوالدة ميخائيل، التي أخبرت ناتاليا «بعض الحقائق المنزلية» وفقًا لمذكرات زينيا. استأجرت العائلة منزلًا ريفيًا إنجليزيًا في نيبورث في سبتمبر 1913 على بعد 20 ميلًا (32 كم) شمال لندن. كانت ناتاليا مضيفة لجميع ضيوفهم، ومن بينهم صديقتها شاليابين، وفرقة الباليه الروسية، والفنان سيرج سوديكين. استُبعِدت ناتاليا من أغلب الدعوات لحضور المناسبات الاجتماعية في أماكن أخرى باعتبارها مطلقة؛ إذ كان من غير الممكن دخول المطلقات إلى المحكمة ولم يتمكنّ من دخول المنطقة الملكية في أسكوت.